# 彼得·布林
彼得·布林（英語：Pieter Bulling，1993年3月2日—）是一名新西兰男子职业自行车运动员。他曾在2015年世界自行车场地锦标赛在团体追逐赛赢得金牌。一年后他参加2016年里约奥运会，在男子团体追逐赛铜牌赛上不敌丹麦队获得第四名。